# Sturmia insignis
Sturmia insignis är en tvåvingeart som först beskrevs av Wulp 1882.  Sturmia insignis ingår i släktet Sturmia och familjen parasitflugor. Inga underarter finns listade i Catalogue of Life.